# Nokia 2.4
Nokia 2.4 — смартфон початкового рівня, розроблений компанією HMD Global під брендом Nokia. Був представлений 22 вересня 2020 року разом з Nokia 3.4.

## Дизайн
Екран виконаний зі скла. Корпус виконаний з пластику.
Знизу розміщені роз'єм microUSB, динамік та мікрофон. Зверху розташовані 3.5 мм аудіороз'єм та другий мікрофон. З лівого боку розміщені кнопка виклику Google Асистента та слот під 2 SIM-картки і карту пам'яті формату microSD до 512 ГБ. З правого боку розміщені кнопки регулювання гучності та кнопка блокування смартфона. Сканер відбитків пальців роозміщений на задній панелі.
В Україні Nokia 2.4 продається в 3 кольорах: графітовому (сірий), пурпуровому та синьому (фіорд).

## Технічні характеристики

### Платформа
Смартфон отримав процесор MediaTek Helio P22 та графічний процесор PowerVR GE8320.

### Батарея
Смартфон отримав батарею об'ємом 4500 мА·год.

### Камера
Смартфон отримав основну камеру подвійну камеру 13 Мп, f/2.0 + 2 Мп, f/2.4 (сенсор глибини) з автофокусом та здатністю запису відео в роздільній здатності 1080p@30fps. Фронтальна камера отримала роздільність 5 Мп, світлосилу f/2.4 та здатність запису в роздільній здатності 1080p@30fps.

### Екран
Екран IPS LCD, 6.5", HD+ (1600 × 720) зі співвідношенням сторін 20:9, щільністю пікселів 270 ppi та краплеподібним вирізом під фронтальну камеру.

### Пам'ять
Смартфон продається в комплектаціях 2/32 та 3/64 ГБ. В Україні смартфон продається лише у версії 2/32 ГБ.

### Програмне забезпечення
Nokia 2.4 входить до програми Android One, тож він отримав «чистий» Android 10. 27 квітня 2021 року був оновлений до Android 11, а 16 травня 2022 року — до Android 12.